# Johann Thölde
Johann Thölde o també Johann Georg Toeltius (Grebendorf, 1565 - 1614), va ser un alquimista, autor i editor alemany, que es va fer famós per l'edició, de 1602, de les obres atribuïdes a Basilius Valentinus, personatge d'existència discutida. Hom considera Thölde un dels més importants científics de les ciències químiques del seu temps.
Avui dia hom suposa que fou autor, almenys parcial, dels llibres atribuïts a Basilius Valentinus, com "El carro triomfal de l'antimoni" i, més concretament, tot el que es refereix a la primera descripció "científica" d'aquest element químic, descobriment tradicionalment atribuït a Valentinus. Va escriure, sens dubte, un llibre titulat "Disenteria vermella i extremadament ràpida i perillosa malaltia de pestilència" a Erfurt el 1599 i una obra de l'alquímia ("Haligraphia"), també a Erfurt el 1603.

## Obra
- Agrippa von Nettesheim - De occulta philosophia : Auswahl, Einführung und Komm.. 2. Aufl.  St. Goar: Reichl, 2003. ISBN 3-87667-021-7. (Hg.)
- Thölde, Johann. Haliographia das ist: gründliche unnd eigendliche Beschreibung aller Saltz-mineralien ; beneben einer historischen Beschreibung aller Saltzwercke. Reprint der Orig.-Ausg. Leipzig, Apel, 1612, 1992. ISBN 978-3-7463-0193-8.
- Basilius Valentinus. Triumphwagen des Antimons : Text, Kommentare, Studien.  Elberfeld: Oliver Humberg, 2004. ISBN 3-9802788-7-5.